# Csíkoshátú menyét
A csíkoshátú menyét (Mustela strigidorsa) a menyétfélék családjába tartozó, Délkelet-Ázsiában honos kisragadozó.

## Előfordulása
Délkelet-Ázsiában honos. Élettere a Kelet-Himalájától (Északkelet-India) kelet felé egészen Dél-Kínáig (Jünnan, Kujcsou és Kuanghszi tartományok), dél felé pedig az Indokínai-félsziget északi részéig (Észak-Vietnám, Észak-Laosz, Thaiföldön már csak szórványosan) terjed. Elképzelhető (de nem bizonyított), hogy Bhutánban és Bangladesben is megtalálható. Két régi múzeumi példányon "Nepál" feliratot találtak, de feltehetően nem az ország mai határain belül ejtették el őket. A faj 90–2500 m közötti tengerszint feletti magasságon él.

## Megjelenése
A csíkoshátú menyét testhossza 30–36 cm, ehhez járul még hosszú, 18–20 cm-es farka. Testsúlya 0,7 kg körüli. Bundája vörösbarna színű, a gerincén csak rá jellemző vékony, krémszínű csík húzódik végig a tarkójától kb. a farka egyharmadáig: erről kapta a faj a nevét. Álla, torka és mellkasa szintén sárgás krémszínű. Szemei kicsik és feketék, kis fülkagylói szinte teljesen eltűnnek a bundájában. Fogképlete (akárcsak a többi menyété): {\displaystyle {\tfrac {3.1.3.1}{3.1.3.2}}\times 2=34}

## Életmódja

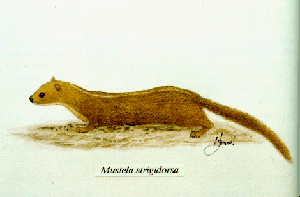

A hegyvidéki örökzöld trópusi erdőkben, dzsungelekben található meg, a síkvidékeken is a dombos-sziklás területeket keresi. Óvatos, visszahúzódó állat, életmódja alig ismert. A legtöbb megfigyelése nappal történt, feltehetően inkább ekkor aktív. Területének határait  szagmirigyeivel jelzi. Úgy vélik, hogy a hímek territóriuma nagyobb és részben átfed a szomszédos nőstények területével.
Étrendje is többé-kevésbé ismeretlen. Megfigyelték, ahogy egy példányuk megfogott egy bandikutpatkányt, illetve ahogy korhadt fatörzsekben keresgéltek, talán rovarok és lárvák után kutatva. A nála nagyobb állatokat is megtámadja.
Szaporodási szokásai gyakorlatilag ismeretlenek, akárcsak élettartama. Közeli rokona, a szibériai görény átlagosan 6 évig él a vadonban. A nősténynek két pár emlője van, vagyis kölykeinek száma valószínűleg nem haladja meg a négyet.

## Természetvédelmi helyzete
A csíkoshátú menyét a Természetvédelmi Világszövetség Vörös listáján nem fenyegetett státusszal szerepel. Újabb felmérések szerint nem olyan ritka, mint korábban gondolták. A 70-es években Kínában évi 3-4 ezer menyétprém került piacra. Vietnamban és Laoszban a helyi lakosság időnként vadászik rá a prémje miatt, de az nem különösebben keresett, így nem várható hogy vadászata intenzívebbé válna. A laosziak szerint húsa rossz ízű és szagú. Thaiföldön védett, a kínai Vörös listán veszélyeztetettként szerepel.